# Scotinella redempta
Scotinella redempta là một loài nhện trong họ Phrurolithidae.
Loài này thuộc chi Scotinella. Scotinella redempta được Willis J. Gertsch miêu tả năm 1941.